# 8002 Tonyevans
8002 Tonyevans este o planetă minoră (asteroid) din centura de asteroizi. A fost descoperită pe 4 decembrie 1986 la Observatorul Kleť de Antonín Mrkos. 
Obiectul prezintă o orbită caracterizată de o semiaxă mare de 2,4081208 UAi, o excentricitate de 0,18, o înclinație de 1,86946 ° în raport cu ecliptica.